# WUMAG elevant
WUMAG elevant war ein deutscher Hersteller für Hubarbeitsbühnen und ist jetzt als Palfinger Platforms GmbH, unter der Marke Palfinger WUMAG, Teil des Palfinger-Konzerns. In Zusammenarbeit mit Metz wurden auch Hubrettungsbühnen entwickelt.
Das Unternehmen war Marktführer in Deutschland und die Nummer drei in Europa. Bis zum Jahr 2009 hielt das Unternehmen den Weltrekord für Hubarbeitsbühnen mit einer Höhe von 102,5 m.

## Geschichte
WUMAG elevant entstand im Zuge der Aufspaltung von WUMAG Niederrhein in zwei Gesellschaften.

### WUMAG Niederrhein

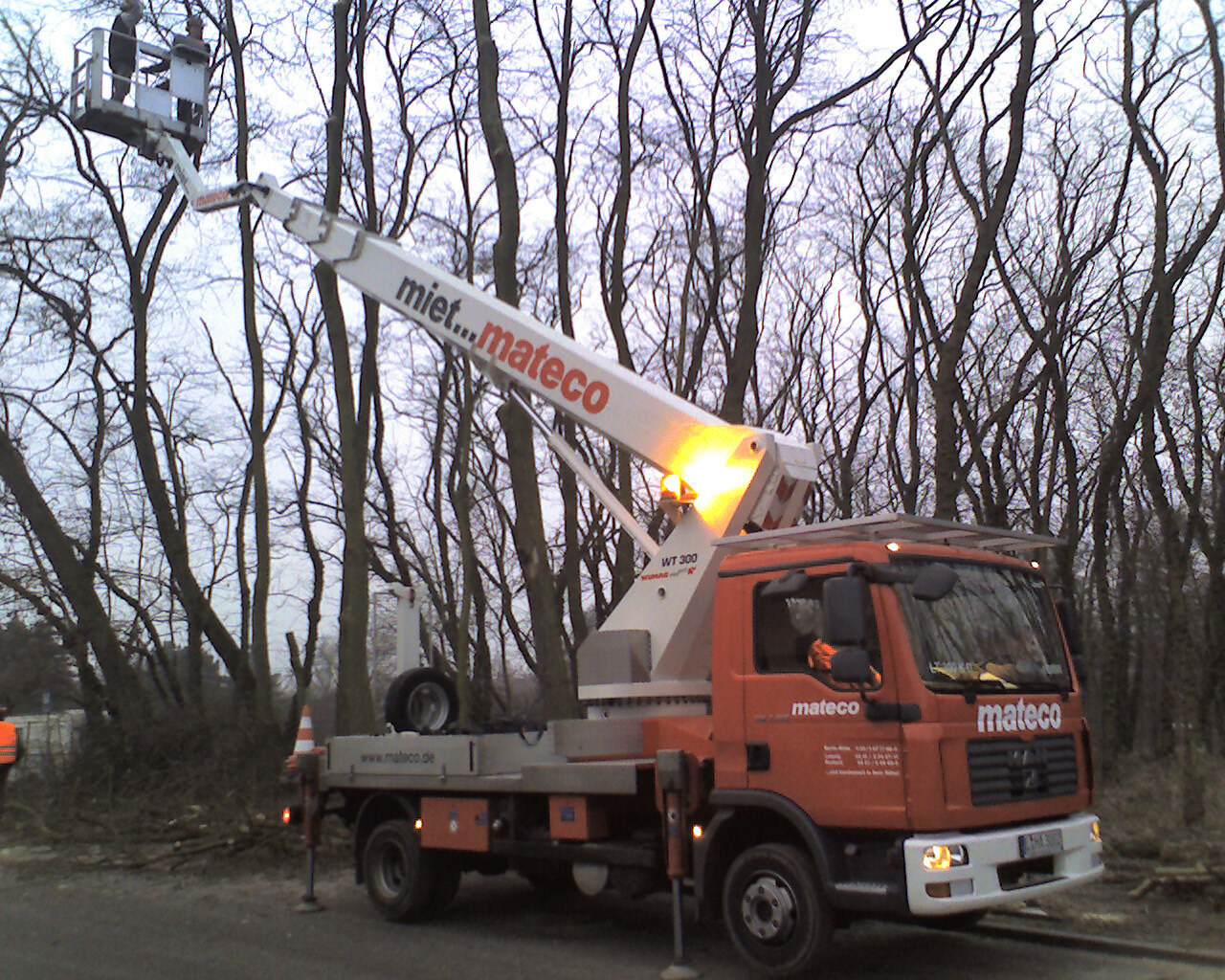
WT 300 beim Baumschnitt in Werder (Havel)

Am 6. Januar 1921 entstand die Waggon- und Maschinenbau AG Görlitz (WUMAG) aus der Fusion der Görlitzer Maschinenbau-Anstalt und Eisengießerei, der AG für Fabrikation von Eisenbahnmaterial und der Cottbuser Maschinenbau-Anstalt und Eisengießerei AG. Neben Eisenbahnfahrzeugen wurden u. a., auch Dampfkessel, -turbinen und Dieselmotoren produziert. Bereits 1923 waren im Unternehmen 5100 Arbeiter und Angestellte beschäftigt. Das Unternehmen wurde nach dem Zweiten Weltkrieg im Bereich der DDR aufgespalten und als (WUMAG) Görlitzer Maschinenbau bzw. VEB Waggonbau Görlitz weitergeführt.
Der Generaldirektor der WUMAG, Conrad Geerling, gründete nach dem Krieg in Hamburg einen Reparaturbetrieb für WUMAG-Schiffsdiesel. 1946 traf er sich mit dem Generaldirektor der DUEWAG, Ernst Schroeder. Es wurde vereinbart, dass dessen zweitältester Sohn, Günther Schroeder, ins Unternehmen geholt werden sollte. Nach drei Monaten Einarbeitungszeit bei WUMAG Hamburg übernahm dieser die Vertretung des Unternehmens in Nordrhein-Westfalen. Diese Vertretung wurde unter dem Namen WUMAG Waggon-und-Maschinenbau-Reparaturbetriebe GmbH am 17. Juni 1948 in Krefeld gegründet.

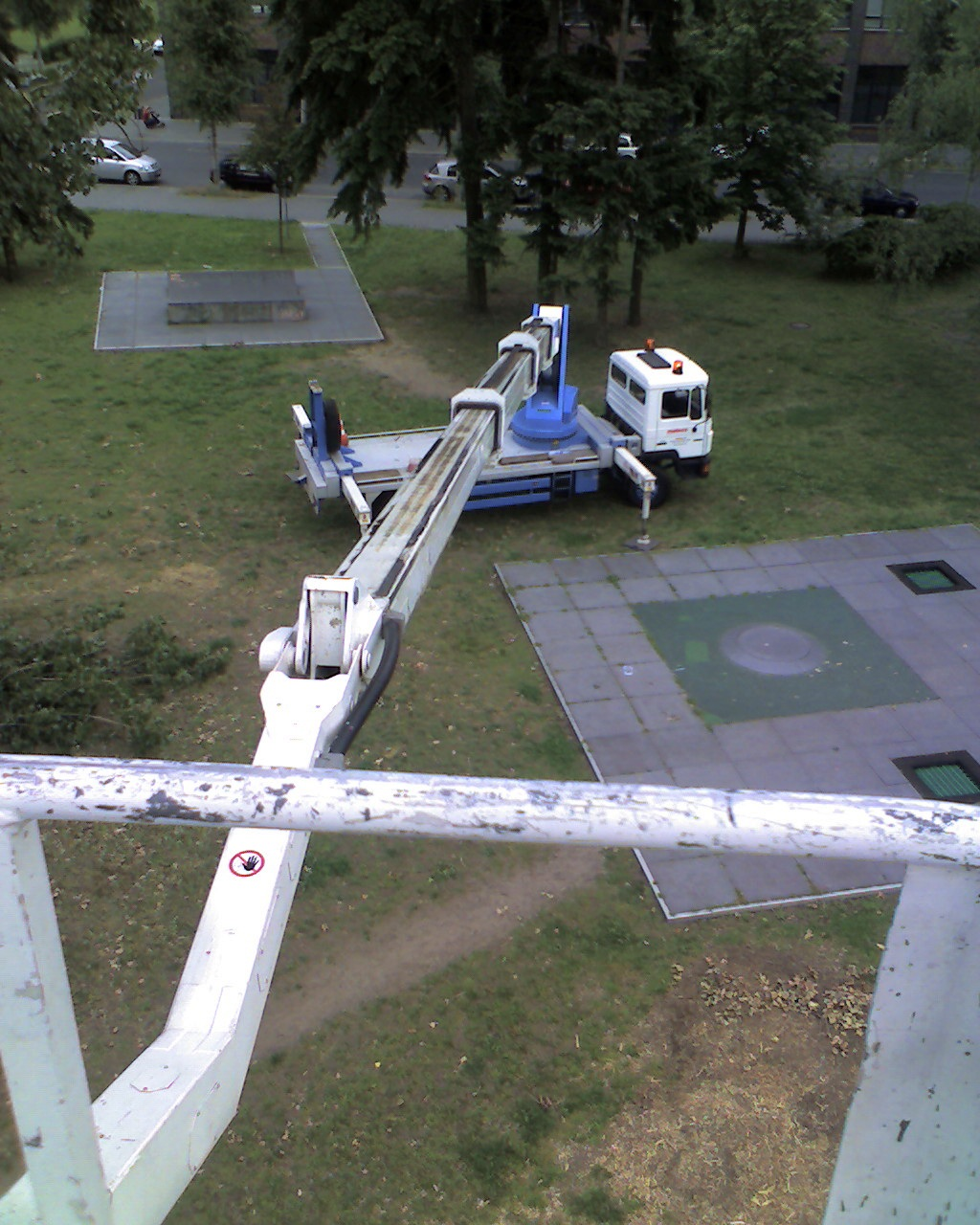
WT 350 in maximaler Seitenreichweite von 27 m

Mit anfangs ca. 30 Mitarbeitern lag der Schwerpunkt der Arbeiten der Krefelder WUMAG zunächst auf Verkauf, Montage und Wartung von Maschinen und Ersatzteilen der Görlitzer Vor- und Hamburger Nachkriegsproduktion. Zunehmend wurden die Aktivitäten um Fertigung und Reparatur jeglicher Maschinen und Stahlbauten erweitert.
Derweil wuchs die Muttergesellschaft WUMAG Hamburg, tätig im Maschinenbau und der Herstellung von Eisenbahnfahrzeugen, stetig. In mehreren Werken arbeiteten bald 2000 Menschen. Anfang der 1950er Jahre geriet das Mutterunternehmen allerdings in wirtschaftliche Schwierigkeiten und musste 1953 Konkurs anmelden. Teure Sonderanfertigungen und das Wegbrechen der Muttergesellschaft brachten auch die inzwischen umbenannte WUMAG Niederrhein, Waggon- und Maschinenbau GmbH in Schwierigkeiten. Anders als die WUMAG Hamburg überstand die WUMAG Niederrhein jedoch die Krise.

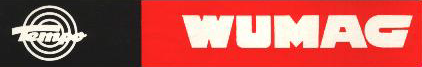
Logo der Hubwagen von Wumag

Anfang der 1950er Jahre wurde das Produktprogramm der WUMAG Niederrhein um den Bau von Muldenkippern nach amerikanischem Vorbild erweitert. Durch die Zusammenarbeit mit einem Düsseldorfer Hydraulikunternehmen entwickelte sich ein umfangreiches Angebot von hydraulischen Hubgeräten. Neben verschiedenen Kipperaufbauten begann man ab 1954 Hubwagen auf Basis von Tempo-Lieferwagen aufzubauen – wobei eine Tragfähigkeit von 3 Tonnen, später bis zu 5 Tonnen, erreicht wurde. Etwa 600 der 1,5-3 Tonnen Hubwagen wurden von 1956 bis 1970 gebaut. Weitere Hubwagen und andere Flughafenvorfeldfahrzeuge wurden für Luftfahrtgesellschaften erbaut. Darunter waren Plattformwagen, Förderwagen für Luftfracht und andere Hubwagen für die Bodenabfertigung wie z. B. Küchendienstwagen. Im März 1958 bezog das Unternehmen ein neues Betriebsgelände und nahm dort Ende 1959 die Fertigung auf.

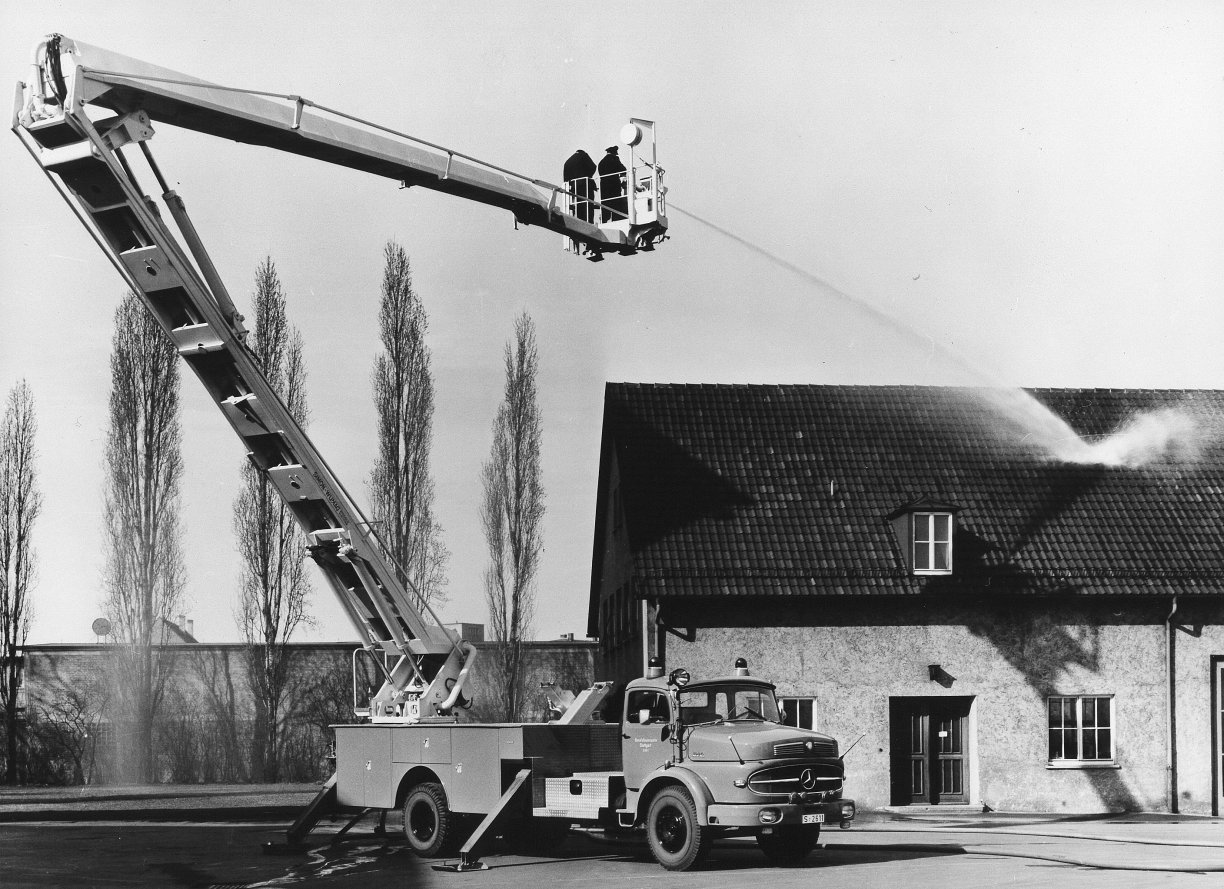
Von Wumag aufgebauter Simon-Snorkel-Gelenkmast auf L 1920-Chassis

Die Produktion von Hubarbeitsbühnen begann 1961. Diese wurden zunächst in Lizenz des englischen Unternehmens Simon Engineering Dudley Ltd. unter dem Markennamen Wumag-Simon gefertigt. Die ersten eigenen Hubarbeitsbühnen wurde 1963 vorgestellt – die Geräte der U-Reihe (bis 12 m Arbeitshöhe). Die größeren Geräte wurden zunächst weiter aus England importiert. Dabei wurden allerdings nicht nur die Gerätekästen und Fahrgestellabdeckungen aus eigener Produktion verbaut, sondern auch der Fahrgestell-Hilfsrahmen (die mit dem Fahrgestell verschraubte Verankerung von Stützen und Ausleger) stammten aus eigener Produktion. Auch die Ausführung als Wechselaufbau war auf Kundenwunsch möglich. Gleichzeitig wurden auch Spezialprodukte Hubarbeitsbühnen zum Ausmauern von Konvertern bei der Stahlerzeugung, als Schienenfahrzeug hergestellt. Als die Lizenzfertigung 1973 auslief, wurden eigene Konstruktionen entwickelt. 1974 kam dann die erste selbstentwickelte Arbeitsbühne auf den Markt – die WO 235 mit 23,5 m Arbeitshöhe. Durch eine interne Ausschreibung wurde der neue Markenname elevant für die Hubarbeitsbühnen gefunden. In einer Broschüre warb WUMAG elevant später: "Diese Komposition aus ‚Elefant’ und ‚Elevator’ vereint also die Bedeutung ‚Hubgerät’ mit der sprichwörtlichen Stabilität des Dickhäuters, welche auch eine grundlegende Eigenschaft der WUMAG elevant-Hubarbeitsbühnen wurde." Am 26. Juli 1975 erfolgte dann die Anmeldung des Warenzeichens elevant beim Deutschen Patentamt. Daneben entstanden auch Betonausleger für Autobetonpumpen. Die Montage und der Vertrieb erfolgte allerdings durch die Hersteller der Betonpumpen. Zeitweise wurden die Seitenausleger und Heckkräne für die Raupen von Hanomag und Caterpillar von WUMAG geliefert. Bis zum Ende der 70er wurde das Produktprogramm erheblich gestrafft. WUMAG konzentrierte sich nun auf Hubarbeitsbühnen und die bereits 1955 aus dem Behälterbau und der Stahlblechverarbeitung hervorgegangene Zylinderproduktion, aus der später die WUMAG texroll hervorging. Im Juli 1987 waren bei der WUMAG Niederrhein erstmals über 200 Mitarbeiter beschäftigt.
Nach der Wende in der DDR kam es zu einer Zusammenarbeit mit dem sächsischen SFL Spezialfahrzeugbau Löbau, der einen westdeutschen Partner suchte. Im Zuge dessen wurde mit Krefelder Kapital die WUMAG Löbau GmbH gegründet. Zunächst mietete das neue Unternehmen sich bei SFL ein. Der Umzug in eigene Fertigungshallen im benachbarten Ebersbach erfolgte im Januar 1995, wobei der Name der Firma zu "WUMAG GmbH Werk Ebersbach" geändert wurde. Offiziell eingeweiht wurde das Werk am 17. Juni. Die Produktion von WUMAG-Hubarbeitsbühnen auf LKW-Fahrgestellen bis 45 m Arbeitshöhe wurde in Ebersbach konzentriert. Die Produktion der größeren Modelle fand bzw. findet dagegen in Krefeld statt. Als erstes deutsches Unternehmen der Arbeitsbühnenbranche wurde WUMAG elevant im November 1993 nach ISO 9001/EN 29001 zertifiziert. SFL entwickelte folgend unter dem Markennamen Bison Stematec eigene Hebebühnen.

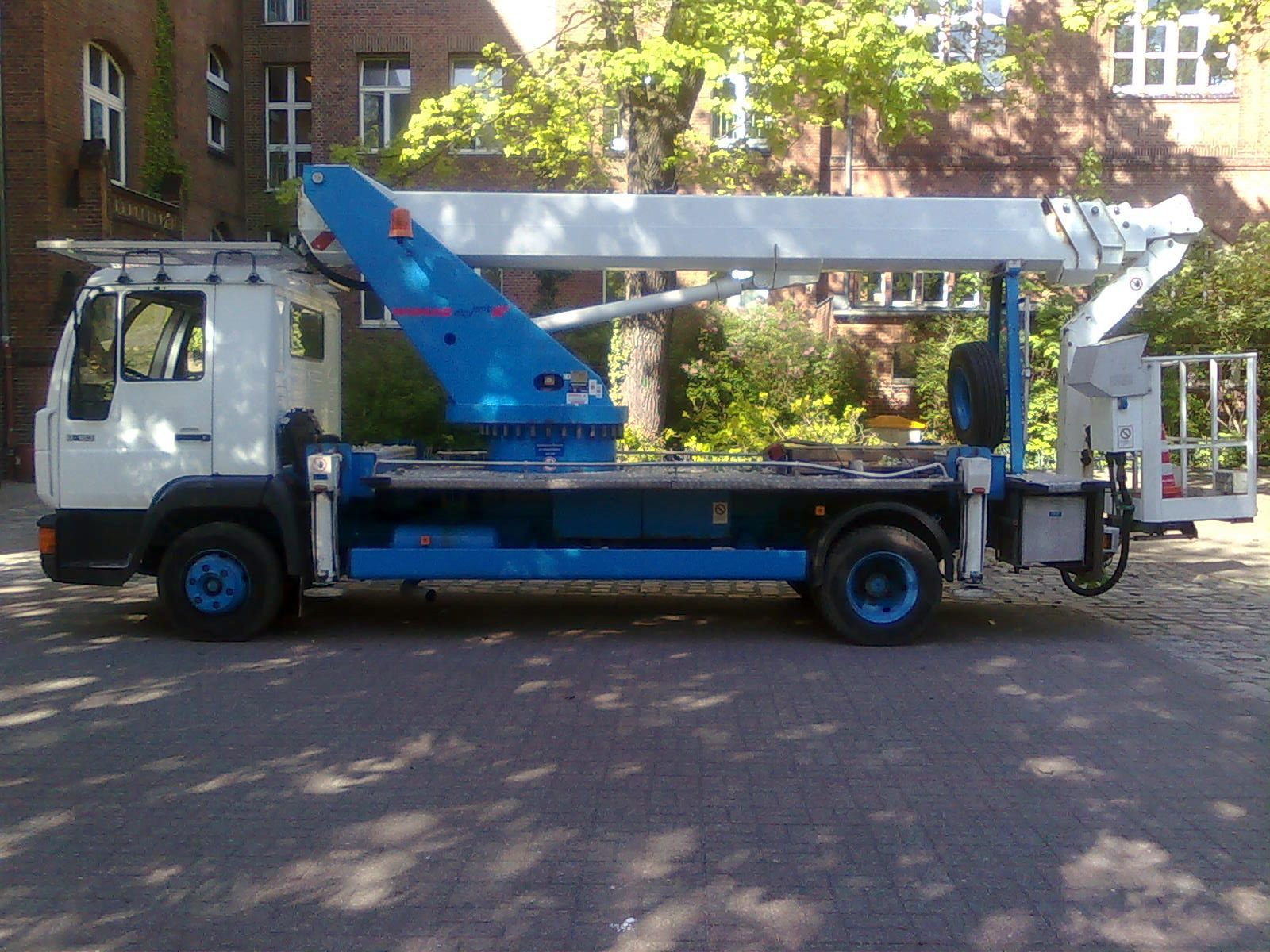
Abgeparkter WT 260

Im selben Jahr wurde die WT 260 vorgestellt. Das Gerät erreichte mit 18 m die damals größte seitliche Reichweite von Hubarbeitsbühnen auf 7,5-t-Chassis und gehört in seiner Klasse bis heute zu den Spitzengeräten. Erreicht wurde dies durch die zum damaligen Zeitpunkt noch nicht übliche CAD-Optimierung der Teleskop-Dimensionierung und die Verarbeitung von Feinkornbaustahl sowie die Speicherprogrammierbare Steuerung anstatt herkömmlichem weitgehenden Verzicht auf Elektronik. Ebenfalls neu war die Verwendung der Lastmomentbegrenzung, die deutlich höhere seitliche Reichweiten ermöglicht, sowie eine Korbanstoßsicherung und die optische/akustische Batteriespannungs-Überwachung.

### WUMAG elevant
Am 19. März 1996 wurde die WUMAG Niederrhein und auch das Krefelder Betriebsgelände, der neuen Struktur entsprechend, aufgeteilt. Neben der im Geschäftsbereich des Maschinen- und Zylinderbaues tätigen WUMAG TEXROLL GmbH & Co. KG entstand die WUMAG elevant GmbH & Co. KG für den Hubarbeitsbühnenbau, dem auch die WUMAG GmbH Werk Ebersbach angegliedert wurde. Mit der WT 850 wurde im Jahre 2000 die mit 84 m Höhe damals weltweit höchste Arbeitsbühne präsentiert. Im Jahr 2001 wurde die WT 700 vorgestellt. Bei einer Höhe von 70 Meter betrug die Tragfähigkeit eine Tonne – zu diesem Zeitpunkt ein Alleinstellungsmerkmal. Zwei Jahre später folgte der WT 450, mit 45 Meter Arbeitshöhe und 700 kg Korbnutzlast, bei maximal 100 Kilo wurde dabei etwa 30 m Seitenreichweite erreicht. WUMAG gehört damit zu den Pionieren im Schwerlastbereich. Die Lifte im Schwerlastbereich wurden dabei mit dem Powerlift-System ausgestattet, um Lasten wie große Glasscheiben, ohne Kran, außen am Arbeitskob in die Höhe zu bringen.
Im April 2002 wurde eine Zusammenarbeit zwischen AICHI, dem Marktführer in Asien, vereinbart. WUMAG baute auf europäische Fahrgestelle Schwerlastbühnen der Baureihe TZ auf, während AICHI im Gegenzug den Vertrieb von WUMAG Groß- und Schwerlastbühnen im asiatisch-pazifischen Raum übernehmen sollte. Mit der WT 270 wurde im Mai 2001 der Nachfolger der WT 260 vorgestellt. Die um einen Meter höhere Bühne wurde auf eine seitliche Reichweite von 19,8  gebracht. Innovativ war die vollflexible Abstützung, mit sich an die aktuelle Abstützkonfiguration anpassender Lastmomentbegrenzung (LMB, winkelabhängige Begrenzung der seitlichen Reichweite). Im Juni wurde die überarbeitete WT 575 vorgestellt, die die Rekordseitenreichweite von 40 Metern erreichte.
Bereits im Jar 2004 wurde erstmals mit dem Feuerwehrspezialisten Metz Aerials zusammengearbeitet. Aus der Kooperation entstand ein Teleskopmastfahrzeug mit 52 m Höhe, das bis heute bei der Berliner Feuerwehr im Einsatz ist. 2006 wurde ein Fahrzeug mit 32 m Höhe vorgestellt. In der Folge entstanden weitere Fahrzeuge dieser Art. Dabei werden, basierend auf den Hubarbeitsbühnen von WUMAG, die Fahrzeuge durch Metz für die Erfordernisse der Feuerwehr umgebaut und entsprechend ausgerüstet. Die von WUMAG entwickelte erweiterte Reichweitenabschaltung wurde im September 2004 zum Patent angemeldet. Anders als herkömmliche LMB wird auch die Aufstellneigung der Hubarbeitsbühne überwacht und die Reichweite entsprechend angepasst. Im selben Jahr wurde CharterLift, ein Unternehmen für Absatzfinanzierung von neuen und gebrauchten Hubarbeitsbühnen, aufgekauft und als Elevant Finance GmbH in das Unternehmen integriert.

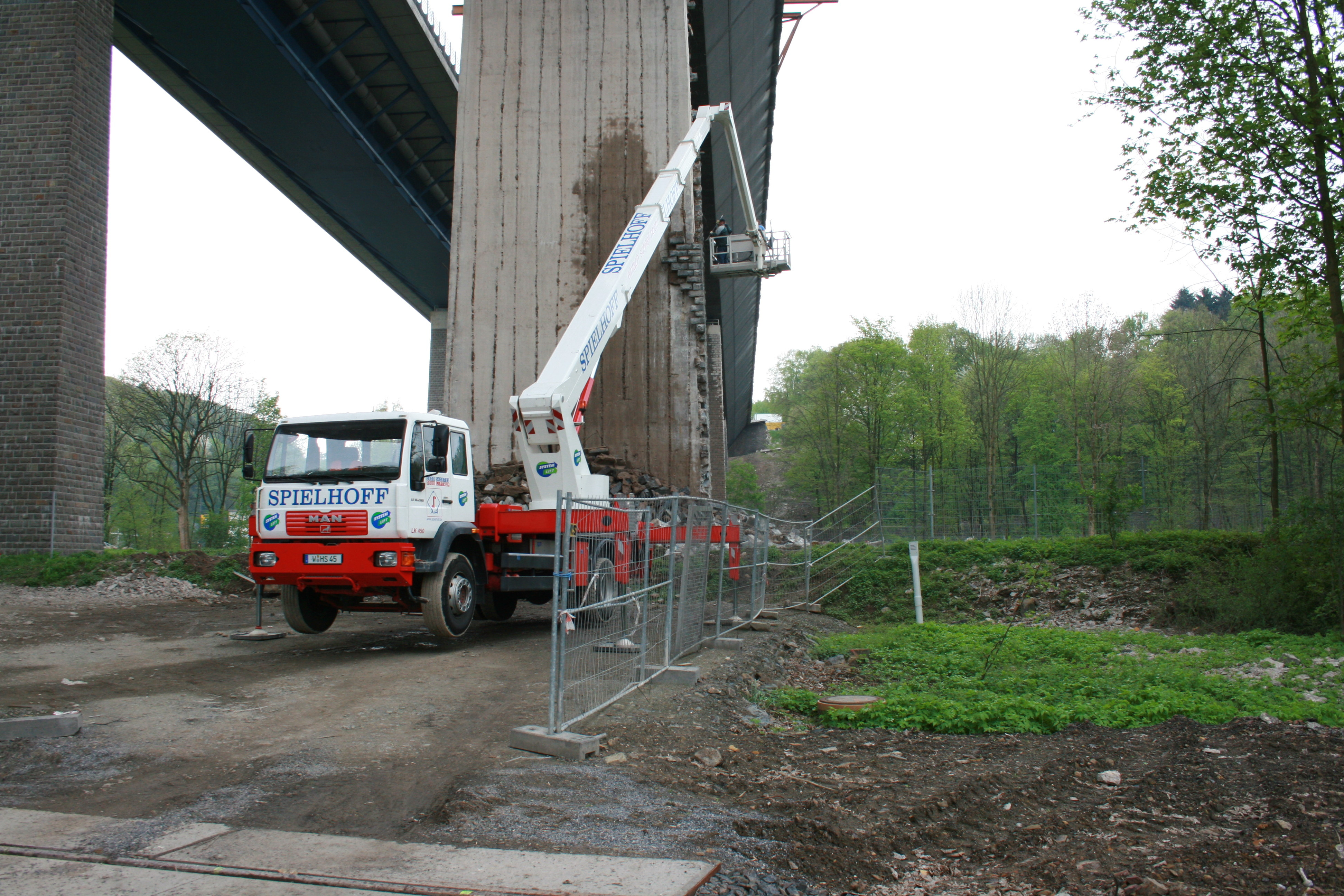
Wumag WT 450, bei Brückenarbeiten in Wuppertal

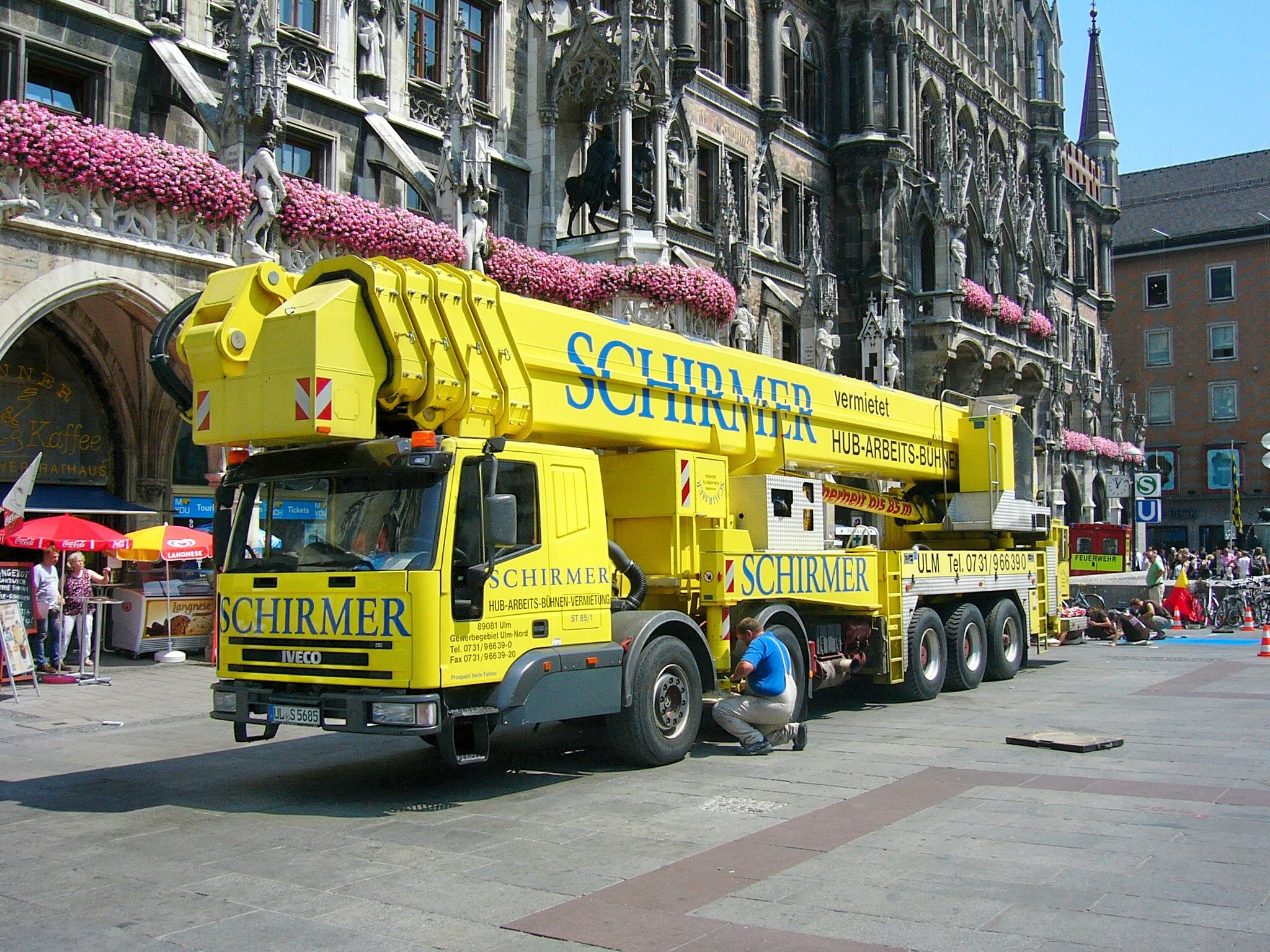
WT 850 auf einem Iveco Eurocargo Fahrgestell

Im Dezember 2006 wurden 76,6 % der Anteile der MAGEBA Maschinen- und Gerätebau GmbH Seifhennersdorf erworben. Dieses Unternehmen wurde 1958 als Produktionsgenossenschaft des Handwerks (PGH) gegründet, 1972 in den VEB Drahtwaren Hermsdorf umgewandelt und 1980/81 in das Möbelkombinat Dresden-Hellerau integriert. Nach der Privatisierung wurden in den neunziger Jahren Geschäftsbeziehungen mit der WUMAG Werk Ebersbach GmbH aufgenommen, wobei Stahl- und Aluminiumbauteile geliefert wurden. Mit 45 Beschäftigen wurde 2006 ein Umsatz von 2,6 Mio. € erreicht. Am 1. Januar 2007 wurde somit als WUMAG Mageba Stahl- und Gerätebau GmbH einer der Hauptzulieferer für hochpräzisen Stahlbau in die WUMAG-Gruppe eingebunden.
Am 7. September 2007 wurde die WT 1000 vorgestellt, deren Entwicklung im Mai 2006 gestartet war. Mit 102,5 m Arbeitshöhe erreichte WUMAG damit Weltrekord. Trotz der inzwischen größeren Höhe der Bronto-Arbeitsbühnen ist dies derzeit (März 2011) die weltweit höchste All-Terrain-Hubarbeitsbühne.
Anders als bisherige Geräte wurde die WT 1000 nicht auf einem LKW-Serien-Chassis aufgebaut. Um auf langwierige Umbauten und Versteifungen verzichten zu können und unter der Maximalgrenze von 60 Tonnen Gesamtgewicht für eine europaweite Straßenzulassung zu bleiben, wurde ein TADANO FAUN ATF 110 G-5 AT-Kranchassis (10x8-Traktion, 530 PS), mit Hundeganglenkung zum seitlichen Versetzen des Fahrzeuges, verwendet. Erstmals war es möglich, das Armsystem vor dem Aufrichten in Arbeitsstellung zu schwenken, um das Heck direkt an ein Objekt heranfahren zu können.
Für den Kommunalbereich in Nordeuropa wurden leichte Hubarbeitsbühnen mit maximal 15,5 m Arbeitshöhe auf Kastenwagen entwickelt, die auch in Deutschland nachgefragt werden. Anders als herkömmliche Geräte handelt es sich dabei nicht um reine Gelenkbühnen, sondern sie verfügen über einen teleskopierbaren Hubarm.

### WUMAG Palfinger / Palfinger Platforms
Ende 2007 kündigte Palfinger die Übernahme der WUMAG elevant sowie der WUMAG Mageba an, die im Herbst 2008 abgeschlossen wurde. Im April 2009 wurde Palfinger Platforms als Dach für die Palfinger-Hubarbeitsbühnenmarken WUMAG-PALFINGER und Bison-PALFINGER gegründet und die vorigen Unternehmen auf das Neue verschmolzen.
Im Jahr 2011 wurde die erste WT 1000 nach Australien geliefert.
Für die Hubarbeitsbühnen wurde im Laufe der Jahre die Marken WUMAG-Simon, WUMAG elevant und WUMAG Palfinger verwendet.